# Fotogramas de Plata 2015
La 66a cerimònia de lliurament dels Fotogramas de Plata 2015, lliurats per la revista espanyola especialitzada en cinema Fotogramas, va tenir lloc el 7 de març de 2016 a la discoteca Joy Eslava de Madrid. Fou presentada per Anabel Alonso.

## Candidatures

### Millor pel·lícula espanyola
| Pel·lícula | Director | Resultat   |
| ---------- | -------- | ---------- |
| Truman     | Cesc Gay | Guanyadora |

### Millor pel·lícula estrangera
| Pel·lícula                    | Director      | Resultat   |
| ----------------------------- | ------------- | ---------- |
| Mad Max: fúria a la carretera | George Miller | Guanyadora |

### Tota una vida
| Intèrpret      | Resultat   |
| -------------- | ---------- |
| Marisa Paredes | Guanyadora |

### Millor actriu de cinema
| actriu            | Pel·lícula     | Resultat   |
| ----------------- | -------------- | ---------- |
| Penélope Cruz     | Ma ma          | Guanyadora |
| Inma Cuesta       | La novia       | Candidata  |
| Natalia de Molina | Techo y comida | Candidata  |

### Millor actor de cinema
| Actor         | Pel·lícula               | Resultat  |
| ------------- | ------------------------ | --------- |
| Javier Cámara | Truman                   | Candidat  |
| Mario Casas   | Palmeras en la nieve     | Guanyador |
| Dani Rovira   | Ocho apellidos catalanes | Candidat  |

### Millor actor de televisió
| Actor                     | Sèrie de televisió       | Resultat  |
| ------------------------- | ------------------------ | --------- |
| Rodolfo Sancho            | El ministerio del tiempo | Candidat  |
| Yon González              | Bajo sospecha            | Guanyador |
| Álvaro Cervantes Sorribas | Carlos, rey emperador    | Candidat  |

### Millor actriu de televisió
| Actriu       | Sèrie de televisió       | Resultat   |
| ------------ | ------------------------ | ---------- |
| Aura Garrido | El ministerio del tiempo | Guanyadora |
| María León   | Allí abajo               | Candidata  |
| Hiba Abouk   | El Príncipe              | Candidata  |

### Millor actriu de teatre
| Actriu               | Muntatge  | Resultat   |
| -------------------- | --------- | ---------- |
| Aitana Sánchez-Gijón | Medea     | Guanyadora |
| Anabel Alonso        | El eunuco | Candidata  |
| Ana Belén            | Medea     | Candidata  |

### Millor actor de teatre
| Actor/Companyia | Muntatge               | Resultat  |
| --------------- | ---------------------- | --------- |
| Álex García     | El burlador de Sevilla | Candidat  |
| Pedro Casablanc | Ruz-Bárcenas           | Guanyador |
| Edu Soto        | Cabaret (musical)      | Candidat  |

### Millor sèrie espanyola segons els lectors
| Intèrpret                | Resultat   |
| ------------------------ | ---------- |
| Mar de plástico          | Candidata  |
| Vis a vis                | Candidata  |
| El ministerio del tiempo | Guanyadora |

### Millor pel·lícula espanyola segons els lectors
| Intèrpret                | Resultat   |
| ------------------------ | ---------- |
| Ocho apellidos catalanes | Candidata  |
| Truman                   | Candidata  |
| Palmeras en la nieve     | Guanyadora |